# Christentum in Osttimor

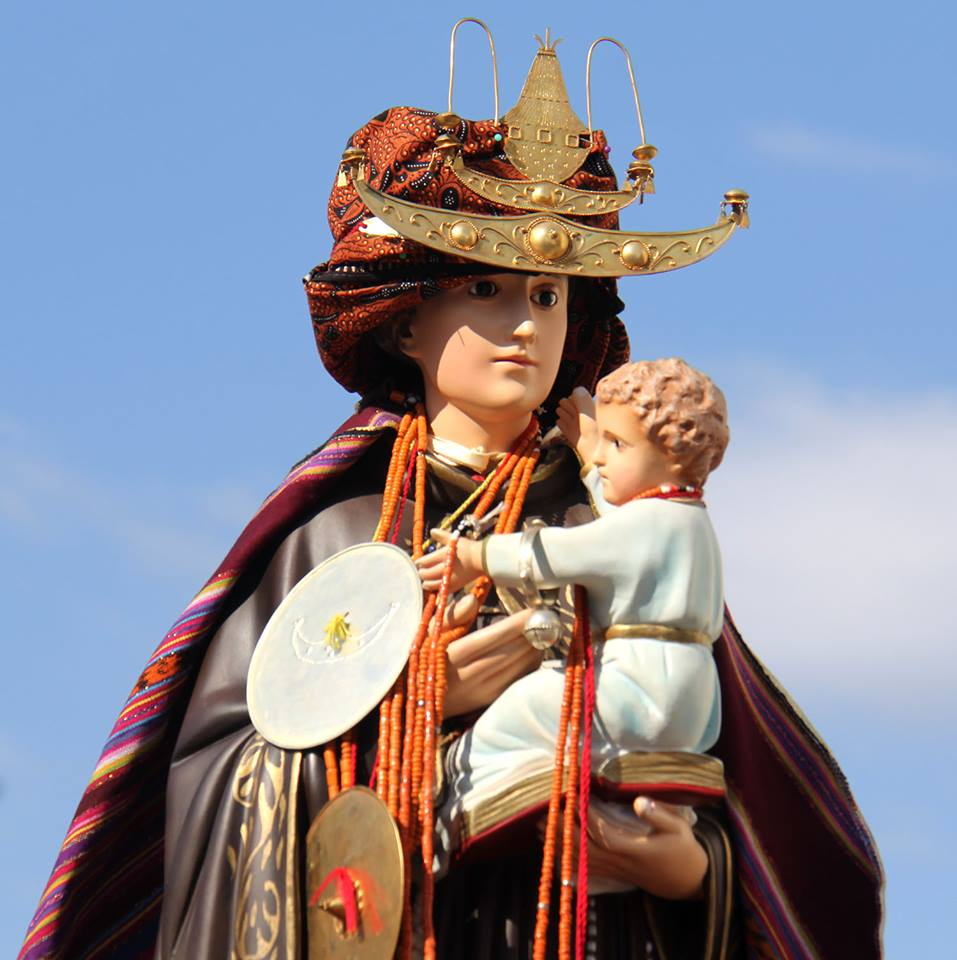
Sankt-Antonius-Fest in Motael

Das Christentum ist in Osttimor die dominierende Religion. 2015 waren 97,6 Prozent der Bevölkerung römisch-katholisch, weitere 2,0 Prozent gehörten protestantischen Kirchen an. Trotz dieser Dominanz des Christentums sind im Alltag noch viele Riten und Glaubensvorstellungen der ursprünglichen animistischen Religion Timors verbreitet. Sie werden oft in den christlichen Glauben integriert.  In den Jahren seit der Unabhängigkeit etablierte sich zudem die Lesart, dass die Timoresen bereits vor Eintreffen der Missionare in gewisser Weise Christen waren, da es verschiedene Parallelen zum timoresischen Glauben gibt.

## Geschichte

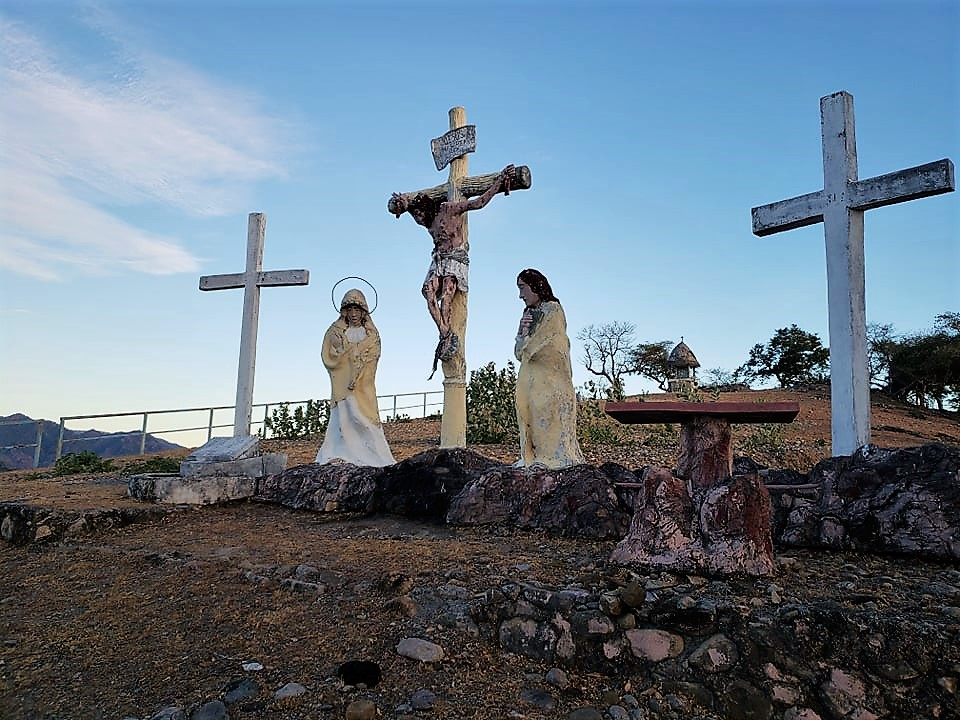
Kalvarienberg der Passion Christi, Pante Macassar

Das Christentum kam mit den Portugiesen im 16. Jahrhundert nach Osttimor. Am 18. August 1515 betraten portugiesische Dominikaner als erste Europäer Timor und gründeten 1556 mit Lifau eine erste Siedlung. Die Missionare gründeten die ersten Schulen. Viele der wichtigsten osttimoresischen Persönlichkeiten, die später während der Staatsgründung eine Rolle spielen sollten, gehörten zu den dort ausgebildeten Eliten. Bis zum Ende der portugiesischen Kolonialzeit 1975 waren trotzdem nur etwa 30 Prozent zum katholischen Glauben übergetreten. Erst die folgende indonesische Besatzung brachte eine Welle von Konvertierungen. Zum einen lag das an dem Druck der Indonesier auf den traditionellen Glauben, zum anderen an der klaren Positionierung der katholischen Kirche gegen die Invasoren. Die Annahme des Tetums als Liturgiesprache unterstützte die Osttimoresen zusätzlich bei der Bildung einer nationalen Identität. Der Papstbesuch in Osttimor 1989 unterstützte die Osttimoresen in ihrem Bestreben auf Unabhängigkeit.
Noch heute bilden katholische Schulen einen Großteil des Bildungssystems in Osttimor. Seit der Unabhängigkeit missionieren verstärkt protestantische Konfessionen im Land. Nur auf Atauro und einigen Grenzgebieten gibt es historische protestantische Gemeinden, die auf niederländische Missionare zurückgehen.